# نابردباری دینی

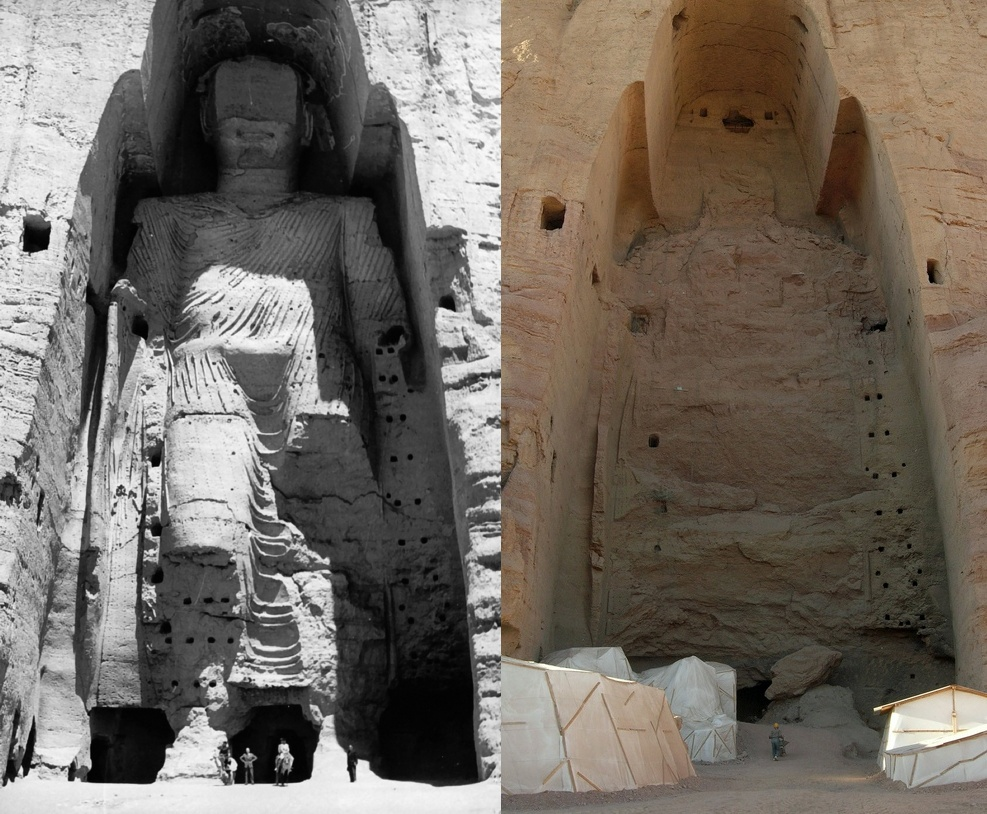
نابردباری دینی

نابردباری دینی عدم تحمل نسبت به باور دینی یا عدم باور دینی شخص دیگر است. نابردباری دینی زمانی است که یک گروه مذهبی یا غیر مذهبی، به‌طور خاص حاضر به تحمل شیوه، افراد یا اعتقاد دیگران به دلایل مذهبی نیستند.

## بیشتر ببینید
- خودکشی گروهی
- جنگ دینی
- جنگهای صلیبی
- جهاد
- خوارج
- خودکشی آیینی
- دوناتیست
- هولوکاست